# Mine terrestri in Bosnia ed Erzegovina

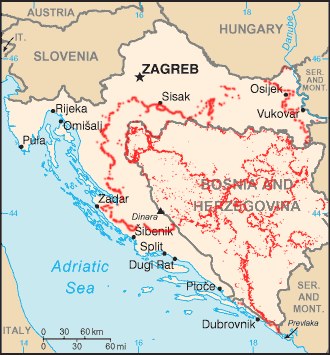
Cartina raffigurante la distribuzione e la concentrazione delle mine in Croazia e Bosnia ed Erzegovina

La contaminazione da mine terrestri in Bosnia-Erzegovina è il risultato della guerra in Bosnia ed Erzegovina, avvenuta tra il 1992 e il 1995, nel contesto della dissoluzione della Jugoslavia. Le mine antiuomo utilizzate, dopo più di due decenni dalla fine della guerra, fanno della Bosnia-Erzegovina uno dei 61 Paesi ancora intaccati da questo tipo di mine. Esse sono state disposte nel territorio dai belligeranti secondo quelle che erano le linee del fronte; tuttavia non si conosce in modo preciso la locazione dei singoli ordigni. Molte di queste aree, definite a rischio sono state isolate e rese inaccessibili, nonostante ciò le mine antiuomo situate nelle regioni boschive o rurali, causano ogni anno svariati morti tra i civili, e impediscono il pieno sfruttamento delle risorse naturali. 

## Contesto storico

### Il conflitto in Bosnia ed Erzegovina

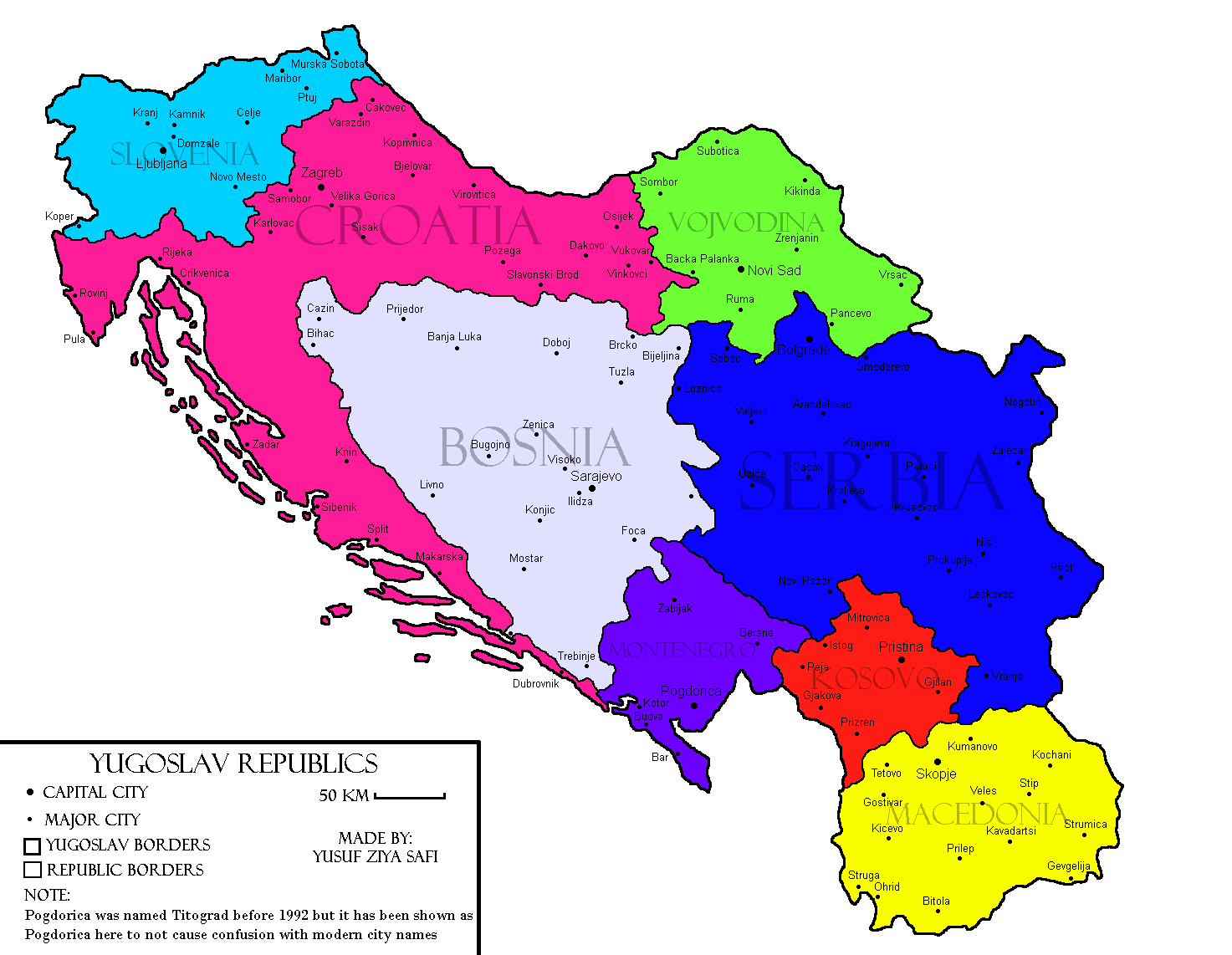
Cartina raffigurante il territorio della Repubblica Socialista Federale di Jugoslavia

La guerra in Bosnia ed Erzegovina è stato un conflitto armato svoltosi tra il 1992 e il 1995, fino alla stipula dell'accordo di Dayton, che pose ufficialmente fine alle ostilità. Il conflitto si inserisce all'interno delle guerre jugoslave svoltesi tra il 1991 e il 2001, all'indomani della dissoluzione della Repubblica Socialista Federale di Jugoslavia. Il violento conflitto vide il coinvolgimento dei tre principali gruppi nazionali: serbi, croati e bosgnacchi. già nel 1993 diverse forze dell'ONU furono dispiegate su tutto il territorio.
All'inizio del 1992, venne tenuto un referendum circa l’indipendenza del territorio dalla Repubblica Socialista Federale Jugoslava. Il conflitto che seguì determinò vari episodi di pulizia etnica, mentre gli eserciti contrapposti, HVO, VRS, e ARBiH, disposero lungo i confini politici mine e ordigni, rendendo ad oggi, il territorio bosniaco uno dei più contaminati dalle mine in Europa. La distribuzione del campo minato si approssima alla linea di confronto degli eserciti; a seguito del frazionamento interno alla Bosnia Erzegovina, in Federazione di Bosnia ed Erzegovina e Repubblica Serba di Bosnia ed Erzegovina, la maggior parte degli ordigni si trovano ad oggi nel territorio della Federazione.

## Mine utilizzate

### I tipi di mine utilizzate
Le mine antiuomo sono ordigni carichi di esplosivo, progettati per uccidere o ferire esseri umani; spesso ci si riferisce a loro come ai “soldati perfetti” perché sono in grado di nascondersi nel terreno o nella vegetazione per anni anche dopo che un conflitto è terminato. Le mine di terra possono essere classificate come AP (Mina Antiuomo) oppure AT (Mine Anticarro). Il quadro delle mine (o ordigni esplosivi) che sono state piazzate dalle tre fazioni durante i tre anni di guerra è alquanto composito. Ad ogni modo v’è un modello particolare di mina, la quale ha causato numerosi morti tra gli sminatori e tra i civili, dal momento che presenta particolari dinamiche di detonazione. La maggior parte degli ordigni inesplosi sul territorio bosniaco sono per l’appunto un tipo di mine denominato PROM-1. Oltre alle mine anche i residui inesplosi di guerra (ERW) causano danni e devono essere rimossi; essi possono essere classificati come ordigni inesplosi (UXO) oppure ordigni esplosivi abbandonati (AXO). Fanno parte degli UXO bombe, razzi e granai, che, a differenza delle mine di terra, causano disastri di maggiore portata. Invece con l’acronimo AXO si fa riferimento a munizioni abbandonate alla fine di un conflitto armato.

### La mina PROM-1

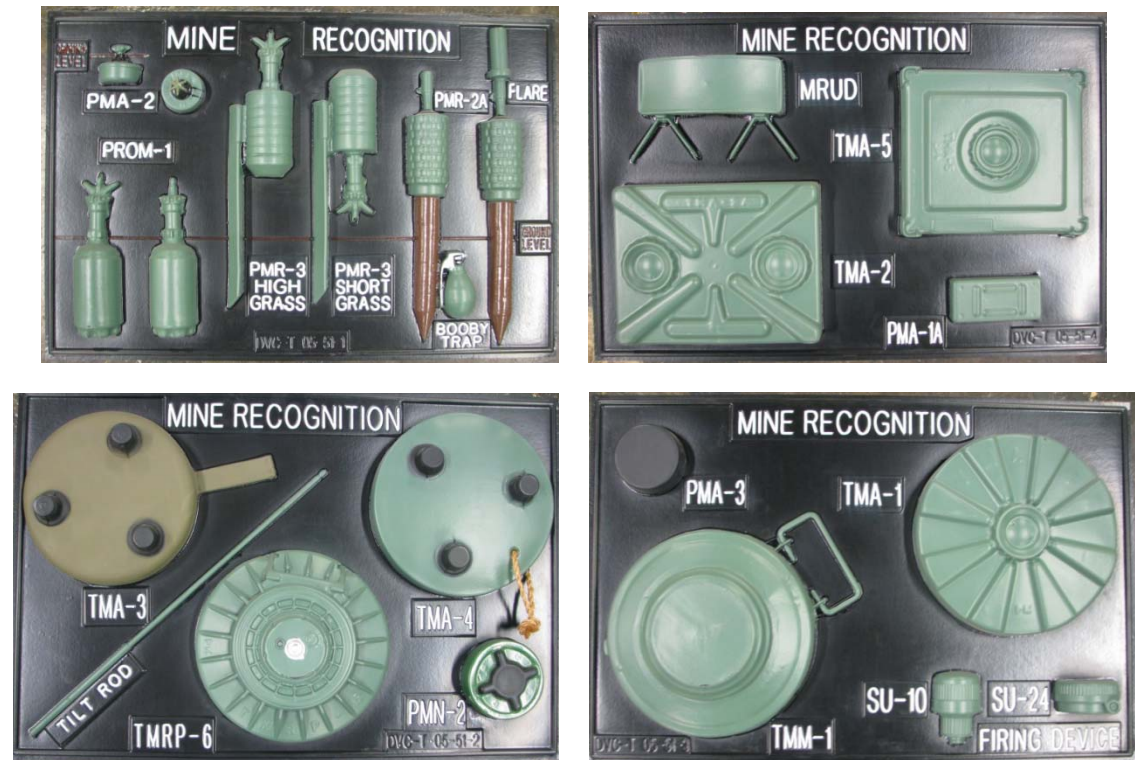
Nell'immagine sono inquadrate e classificate le mine ritrovate inesplose nel territorio bosniaco a seguito di un'operazione di sminamento eseguita dall'Esercito degli U.S.A

La PROM-1 è una mina antiuomo a frammentazione di fabbricazione Jugoslava, che rientra nella categoria di “mine saltanti”. Questi tipo di mine vengono tipicamente interrate lasciando esposti i tre rebbi che consentono l’innesco, tramite pressione o tensione di un filo. L’inclinazione dei rebbi, a causa di calpestamento o tensione, determina l’innesco della piccola carica di propellente contenuta nell’involucro esterno della mina.  In seguito alla contenuta detonazione, il vero corpo cilindrico della mina viene proiettato in aria per 65 centimetri circa, pari alla lunghezza del filo con la quale è collegata al terreno. È infatti la tensione di quest’ultimo filo a determinare la detonazione effettiva dell’ordigno.  Assieme alla carica esplosiva, nel corpo della mina sono allocati numerosi frammenti di acciaio, che al momento dell’esplosione vengono scagliati ovunque, formando un nugolo di schegge capace di raggiungere i 50 metri di distanza. Le PROM-1 hanno tendenzialmente un decadimento temporale catastrofico e ciò significa che l’innesco guadagna di sensibilità con il passare degli anni; il lavoro degli sminatori è così reso estremamente pericoloso. Proprio in ragione dell’estrema sensibilità, questo ordigno non può essere disinnescato sul posto come altri tipi di mine, bensì deve essere isolato e fatto esplodere a distanza dagli artificieri. La PROM-1 presenta numerose caratteristiche a richiamo della sua ancestra S-Mine, omonima mina utilizzata dai tedeschi durante il secondo conflitto mondiale.

## Danni delle mine

### Il territorio occupato
Il territorio occupato dalle mine in Bosnia è stimato all’1,97% del territorio del Paese ovvero circa 952 km2. Questa regione è stata divisa in 8525 aree che sono state identificate e delimitate come zone a rischio, nelle quali si trovano, secondo una stima approssimata, 79 000 tra mine di terra, munizioni e ordigni inesplosi. Sono interessate da questo problema circa 129 città e 1398 comunità. Il 13% della popolazione totale della Bosnia ed Erzegovina, per un totale di 517 238 abitanti, è direttamente interessato dalla contaminazione delle mine e munizioni a grappolo sul territorio.

### Indagine tecnica
Dal 1996, quando iniziarono le operazioni di bonifica del terreno, sono stati ridotti e puliti circa 210,3 km2, nei quali sono state ritrovate 67 560 mine antiuomo, 8540 mine anticarro e 59 289 ordigni inesplosi. Le sole operazioni svolte nell’anno 2019 furono 106, e consentirono la bonifica di 3842,660 m2 di terreno.

### Vittime e feriti
Dalla fine della guerra organi preposti si sono occupati di tener conto delle vittime e dei feriti a seguito delle mine antiuomo presenti sul territorio bosniaco. Nella seguente tabella sono riportati i dati riguardanti i danni delle mine. 
| Anno    | 1996 | 1997 | 1998 | 1999 | 2000 | 2001 | 2002 | 2003 | 2004 | 2005 | 2006 | 2007 | 2008 | 2009 | 2010 | 2011 | 2012 | 2013 | 2014 | 2015 | 2016 | 2017 | 2018 | 2019 | 2020 |
| ------- | ---- | ---- | ---- | ---- | ---- | ---- | ---- | ---- | ---- | ---- | ---- | ---- | ---- | ---- | ---- | ---- | ---- | ---- | ---- | ---- | ---- | ---- | ---- | ---- | ---- |
| Vittime | NDA  | 103  | 51   | 43   | 41   | 36   | 26   | 28   | 26   | 32   | 28   | 17   | 34   | 9    | 6    | 9    | 9    | 3    | 6    | 1    | 6    | 3    | 1    | 2    | 0    |
| Feriti  | 510  | 316  | 129  | 94   | 91   | 72   | 73   | 63   | 61   | 57   | 51   | 48   | 64   | 28   | 14   | 23   | 12   | 13   | 18   | 1    | 12   | 7    | 4    | 4    | 0    |

## Lo sminamento

### Come avviene lo sminamento
Il processo di sminamento è, tendenzialmente lento e costoso in quanto si articola secondo linee guida ben definite. La messa in sicurezza di un singolo ordigno, può infatti arrivare a costare fino a 1000 €. Durante le indagini vengono raccolti, prima di tutto, dei dati che identificano e registrano determinate aree minate. Queste zone vengono poi mappate, delimitate e sminate disinnescando gli ordigni esplosivi e catalogandoli. Infine si verifica l’effettiva sicurezza del terreno riabilitandone l’utilizzo. 

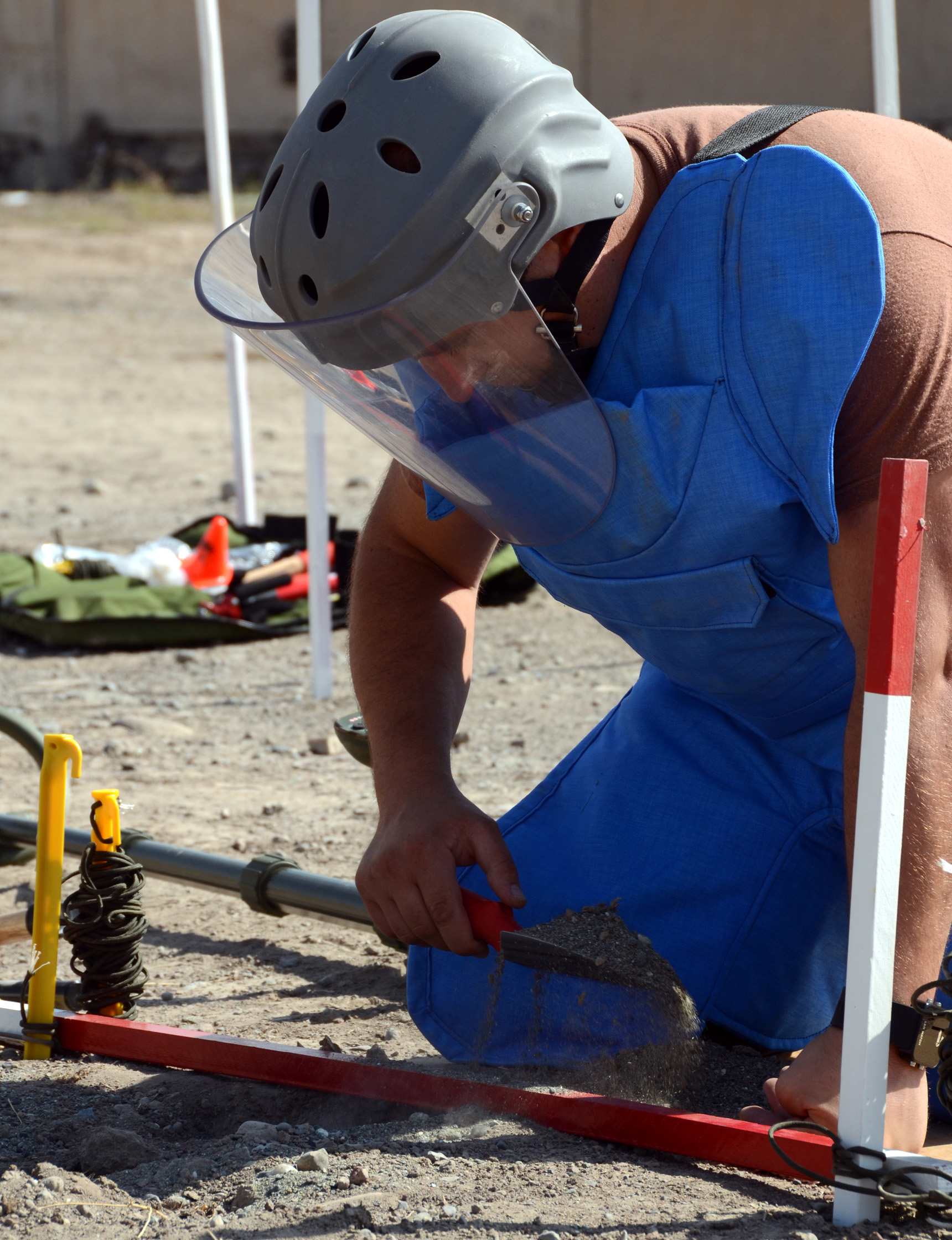
Nell'immagine un operatore intento nelle procedure di sminamento

Esistono metodi differenti per rendere inoffensivi gli ordigni; le motivazioni determinanti nella scelta delle procedure dipendono da vari fattori. Lo sminamento manuale consiste nel suddividere il terreno in sezioni, che gli sminatori procedono successivamente ad analizzare con metal detector, aghi di ricerca o rastrelli. Lo sminamento meccanico sfrutta l’azione di macchine, da integrare all’intervento umano. Questi strumenti rendono più agibile il terreno, e nel loro incedere fanno esplodere le mine, senza rischi per gli sminatori. Si tratta di un sistema efficace ma molto costoso in quanto danneggia maggiormente il territorio e richiede una manutenzione per le macchine. La ricerca può avvenire anche grazie ad animali addestrati che riescono a fiutare ed individuare le mine. L’odore dell’esplosivo può essere riconosciuto da cani o dai ratti che essendo particolarmente leggeri sono utilizzati per il minor rischio di innescamento degli ordigni.

### L’azione contro le mine in Bosnia ed Erzegovina
Nel 1996, dopo la firma degli accordi di Dayton, in Bosnia ed Erzegovina viene istituito, grazie al supporto del neo nato UNMAC, un centro avente come obiettivo quello di istituire a struttura locale di gestione dello sminamento con capacità cooperativa. In questo periodo segue un grande lavoro di raccolta dati sui campi minati, creazioni di database centrali e di attività sul campo, che vengono perorate grazie ai fondi della Banca Mondiale, ad ONG e all’aiuto dell'IFOR, ovvero una forza armata della Nato dispiegata in Bosnia ed Erzegovina.
Grazie all’assistenza finanziaria e tecnologica, vengono fondati i centri RS MAC, FC MAC e il centro di coordinamento BH MAC, Bosnia Erzegovina Mine Action Centre; si sviluppa, così, il potenziale per affrancarsi dagli aiuti esteri. La responsabilità di pianificare e coordinare i lavori giace nel Consiglio dei Ministri e nelle entità governative, come la Commissione per lo Sminamento e l’Entità del Centro di Azione Contro le Mine.
Nel 2002 è stata approvata una legge sullo sminamento con la quale il BH MAC è stato riconosciuto come organo governativo e come struttura del Ministero per gli Affari Civili. Il suo compito è quello di fornire la cartografia dei campi minati, accreditare le organizzazioni di sminatori e verificarne le attività. Le organizzazioni accreditate per lo sminamento sono 17 e si dividono in organizzazioni non governative di tipo umanitario o commerciale; circa 1 200 persone posseggono la licenza per operare sminamenti in terreni privati.
Le organizzazioni commerciali lavorano allo sminamento sulla base di gare d’appalto. Si tratta di competizioni, nelle quali, la concorrenza tra organizzazioni si gioca al ribasso dei prezzi; un grave problema se il margine di spesa è ridotto a tal punto da costringere il vincitore del concorso a svolgere un lavoro sbrigativo, non rispettando le dovute precauzioni, dettate dalla procedura sopra citata.
(Svjetlana Trifković, portavoce del BH MAC)
Similmente a quanto accade in un appalto per un cantiere edile, si considerano diverse variabili relative ai concorrenti, ma quella principale rimane normalmente il prezzo. L’analisi delle proposte è presieduta dall’organo governativo BH MAC:
(Svjetlana Trifković, portavoce del BH MAC)
In questo contesto di ottimizzazione dei tempi, in funzione dei budget ridotti, le mine PROM-1 rappresentano un problema complicato da affrontare. Si tratta infatti di un tipo di ordigni per i quali andrebbe prestata particolare attenzione durante il processo di sminamento. La mancata osservanza anche solo di parte delle numerose precauzioni ha causato numerosi decessi tra gli sminatori. Gli sminatori non sono gli unici a correre il rischio di innescare le mine cosparse su suolo bosniaco. La popolazione civile che ha abitato le zone ad alto rischio-mine ha subito negli anni del dopoguerra consistenti perdite.

### Aspetto istituzionale
Dal punto di vista istituzionale il ministero degli Affari civili rimane il responsabile ultimo dell'azione contro le mine, la Commissione per lo sminamento rappresenta l'organo strategico responsabile della definizione della politica di lotta contro le mine e propone la nomina del personale senior della BH MAC, per l'approvazione del Consiglio dei ministri. La Commissione per lo sminamento è composta da rappresentanti di tre ministeri (Affari civili, Sicurezza e Difesa) eletti dai tre "popoli" costituenti della BiH e che rappresentano i tre gruppi etnici maggioritari della Bosnia-Erzegovina (bosgnacchi, croati e serbi).
Il BH MAC, istituito con un decreto del Consiglio dei ministri del 2002, è responsabile della regolamentazione dell'azione contro le mine e dell'attuazione del piano di sminamento della BiH, compreso l'accreditamento di tutte le organizzazioni di azione contro le mine. La strategia di azione contro le mine della Bosnia ed Erzegovina rappresenta la visione, la missione, gli obiettivi strategici e operativi del programma di azione contro le mine della Bosnia ed Erzegovina per il periodo 2018-2025. L’obiettivo del piano di sminamento 2018-2025 è quello di rendere la Bosnia-Erzegovina priva di mine e residuati bellici esplosivi rendendo così la vita nello Stato più sicura per le generazioni a venire.

### Preambolo al Trattato di Ottawa
“Gli Stati partecipanti sono determinati a porre fine alle sofferenze e alle vittime causate dalle mine antiuomo, che uccidono o mutilano centinaia di persone ogni settimana, per lo più civili innocenti e indifesi e soprattutto bambini, ostacolano lo sviluppo economico e la ricostruzione, inibiscono il rimpatrio dei rifugiati e degli sfollati interni, e hanno altre gravi conseguenze che si protraggono per anni dopo il loro collocamento [...] " estratto dal preambolo al Trattato di Ottawa del 1997.
1. Ogni Stato si impegna mai e in nessuna circostanza a:
  - Non utilizzare mine anti-uomo;
  - Scoprire, studiare, produrre, acquisire, stoccare, trattenere o trasferire a chiunque, direttamente o indirettamente mine anti-uomo;
  - Assistere, incoraggiare o indurre, in ogni modo, chiunque ad ingaggiare una qualsiasi attività proibita ad uno Stato firmatario di questa Convenzione.
2. Ogni Stato firmatario si impegna a distruggere o assicurarsi che avvenga la distruzione di tutte le mine anti-persona, come dalle disposizioni di questa Convenzione.»

(Trattato di Ottawa)
Dopo che la BiH ha ratificato la Convenzione sul divieto dell'uso, dello stoccaggio, della produzione e del trasferimento di mine anti-persona e sulla loro distruzione (trattato di Ottawa) nel 1998, la Convenzione è entrata in vigore nel marzo 1999 e ha fissato il 1 ° marzo 2009 come termine ultimo per la registrazione e la distruzione di tutti gli ordigni anti-persona su aree minate nella propria giurisdizione.
Nel suo primo rapporto consegnato nel febbraio 2000 la Bosnia Erzegovina ha riferito di aver completato la distruzione di tutte le mine anti-persona di sua proprietà, possesso, giurisdizione o controllo. La prima richiesta di proroga, da parte del governo bosniaco, sui termini per la conclusione dello sminamento è pervenuta nel marzo 2008; la richiesta è stata approvata in occasione della nona riunione degli Stati firmatari del trattato di Ottawa. La BiH fu obbligata a distruggere tutte le mine anti-persona il prima possibile e non oltre il 1 marzo 2019. Ciò nonostante, la Bosnia ed Erzegovina non è stata in grado di adempiere a tutti i suoi obblighi verso il trattato entro tale termine. Pertanto, le autorità bosniache hanno richiesto e ottenuto un’ulteriore proroga nel novembre 2018. La nuova scadenza è stata fissata al 2025 e sul sito ufficiale del BH MAC è possibile esplorare la corrente strategia di sminamento, comprendente il periodo 2018-2025.
Gordana Sekaric, responsabile operativo dell’UDAS, un'organizzazione che rappresenta gli amputati dell'entità Republika Srpska del paese, ha detto al BIRN che tra il 2009 e il 2016 sono stati spesi circa 330 milioni di marchi (169 milioni di euro) dei 660 milioni di marchi stanziati per lo sminamento della Bosnia Erzegovina.

## Le mine oggi

### Giornata internazionale contro le mine

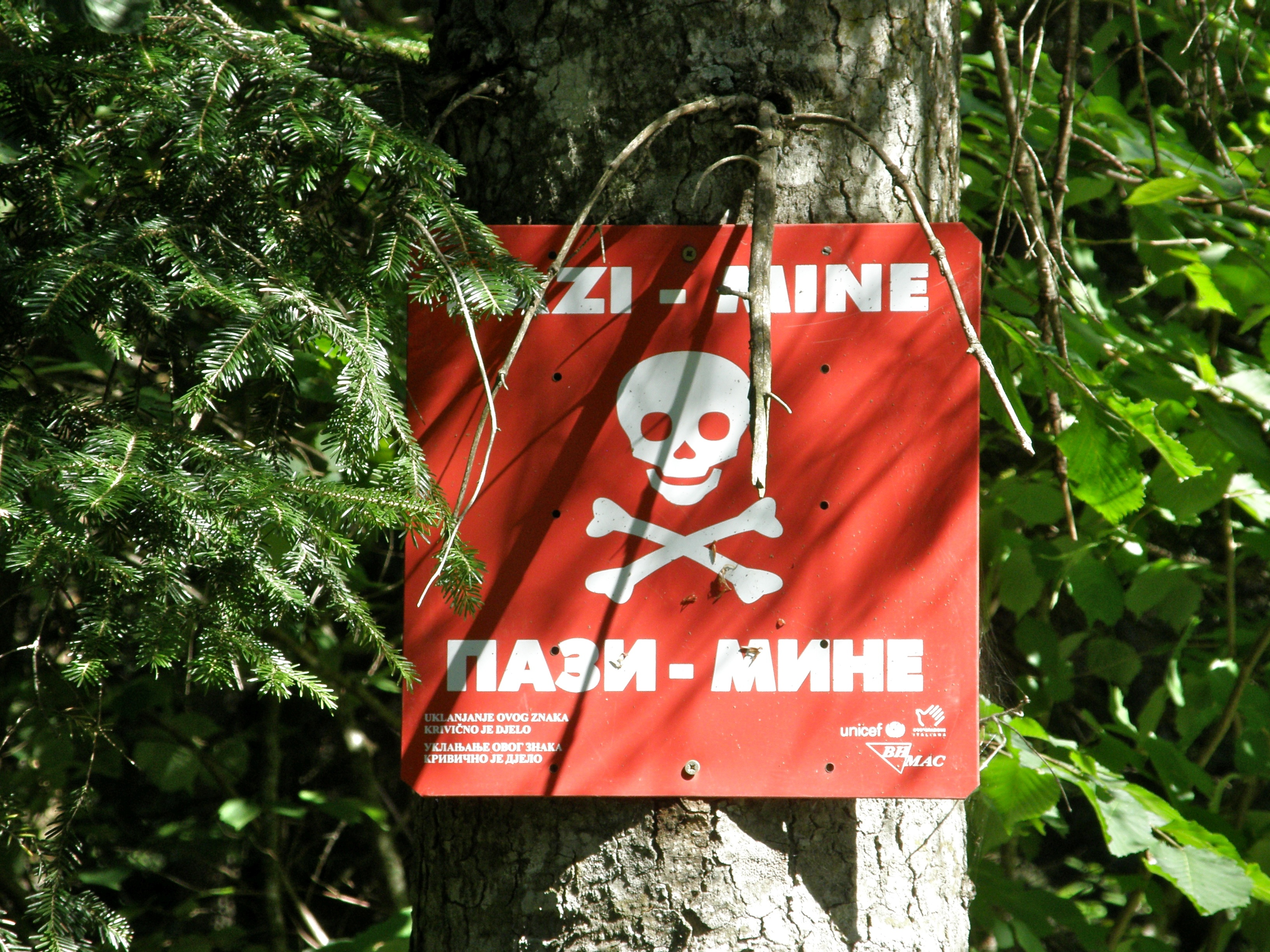
Nell'immagine un cartello, situato in territorio bosniaco, che avvisa del pericolo mine

Il 4 aprile di ogni anno si celebra la Giornata Mondiale contro le mine, una campagna internazionale promossa dalle Nazioni Unite per dare voce a tutte le vittime. Questa giornata vuole sensibilizzare le persone sulle problematiche causate dalle mine antiuomo. Esse continuano ad uccidere migliaia di persone ogni anno non solo in Bosnia Erzegovina.

### Mineland — The Endless War
Rocco Rorandelli, membro fondatore del collettivo TerraProject Photographers, mentre documentava il viaggio dei rifugiati siriani, dalla Grecia alla Germania, venne a conoscenza della piaga che le guerre degli anni '90 avevano lasciato nel territorio balcanico: le mine antiuomo. Il fotogiornalista italiano ha quindi deciso di narrare la vicenda che coinvolge la popolazione locale, viaggiando attraverso la Croazia, il Kosovo, la Bosnia ed Erzegovina. Il suo progetto, dal titolo Mineland-The Endless War, include ritratti dei sopravvissuti agli ordigni, immagini aeree dei campi minati, e delle operazioni di sminamento, ordigni esplosi e protesi. Lo scopo, portare l’attenzione su una questione cruciale che, nonostante la fine delle ostilità, continua a colpire le popolazioni dei Balcani. Il report fotografico venne pubblicato nel 2018 sul "New York Times" e nel 2019 sul "The Journal of Conventional Weapons Destruction", un forum internazionale riguardante problemi post bellici, ed è stato esibito sia in Italia che all'estero.

### Il progetto Mine Free Sarajevo
Nell’aprile 2019, in occasione della Giornata internazionale della sensibilizzazione sulle mine, è stato lanciato un progetto chiamato Mine Free Sarajevo che prevedeva una totale bonifica dalle mine del territorio attorno alla capitale Sarajevo. Il progetto è stato interamente finanziato dagli Stati Uniti, che hanno stanziato oltre 1,6 milioni di dollari in finanziamenti, rendendolo il più grande contributo in un decennio dedicato allo sminamento in Bosnia. Quattro comuni nella regione di Sarajevo sono stati sminati: Stari Grad, East Stari Grad, Vogošća e Novi Grad, liberando 6 milioni di metri quadrati di terreno precedentemente inaccessibile e restituendolo alle comunità locali. Il progetto ha utilizzato la metodologia di rilascio del terreno, un modo economico e sicuro per liberare vaste aree combinando metodi tecnici e non tecnici. Durante il processo di sminamento in questi comuni, le squadre dell'MDDC (Mine Detection Dog Center in Bosnia ed Erzegovina) hanno trovato e distrutto 841 ordigni esplosivi, di cui 445 mine e 396 ordigni inesplosi.
Il progetto Mine Free Sarajevo è stato ufficialmente portato a termine il 1º settembre 2021 e l'area è ora completamente priva di mine e quindi molto più sicura per la gente del posto e i turisti. Inoltre, possono riprendere diverse opportunità economiche cruciali, come l’ulteriore sviluppo di importanti terreni agricoli e progetti infrastrutturali.